# Valjala kyrka
Valjala kyrka eller Sankt Martinskyrkan (på estniska Valjala kirik) är en stenkyrka som ligger i byn Valjala, Valjala kommun på ön Ösel i Estland.

## Kyrkobyggnaden
Ett kapell av sten uppfördes strax efter erövringen vid livländska korståget 1227, vilket gör kyrkan till den äldsta på Ösel och möjligen den äldsta kyrkobyggnaden i hela Estland. Kapellets väggar utgör nedre delen av nuvarande kyrkas kor. Kyrkans långhus uppfördes någon gång från år 1240 till år 1270. Vid 1300-talets andra hälft uppfördes en polygonal absid vid kyrkans östra sida. Kyrktornet vid korets södra sida uppfördes på 1600-talet.

## Inventarier
- Dopfunt i romansk stil är ett av de äldsta uthuggna stenföremålen i Estland.
- Altaruppsatsen är tillverkad 1820 av Nommen Lorenzen.

## Bildgalleri

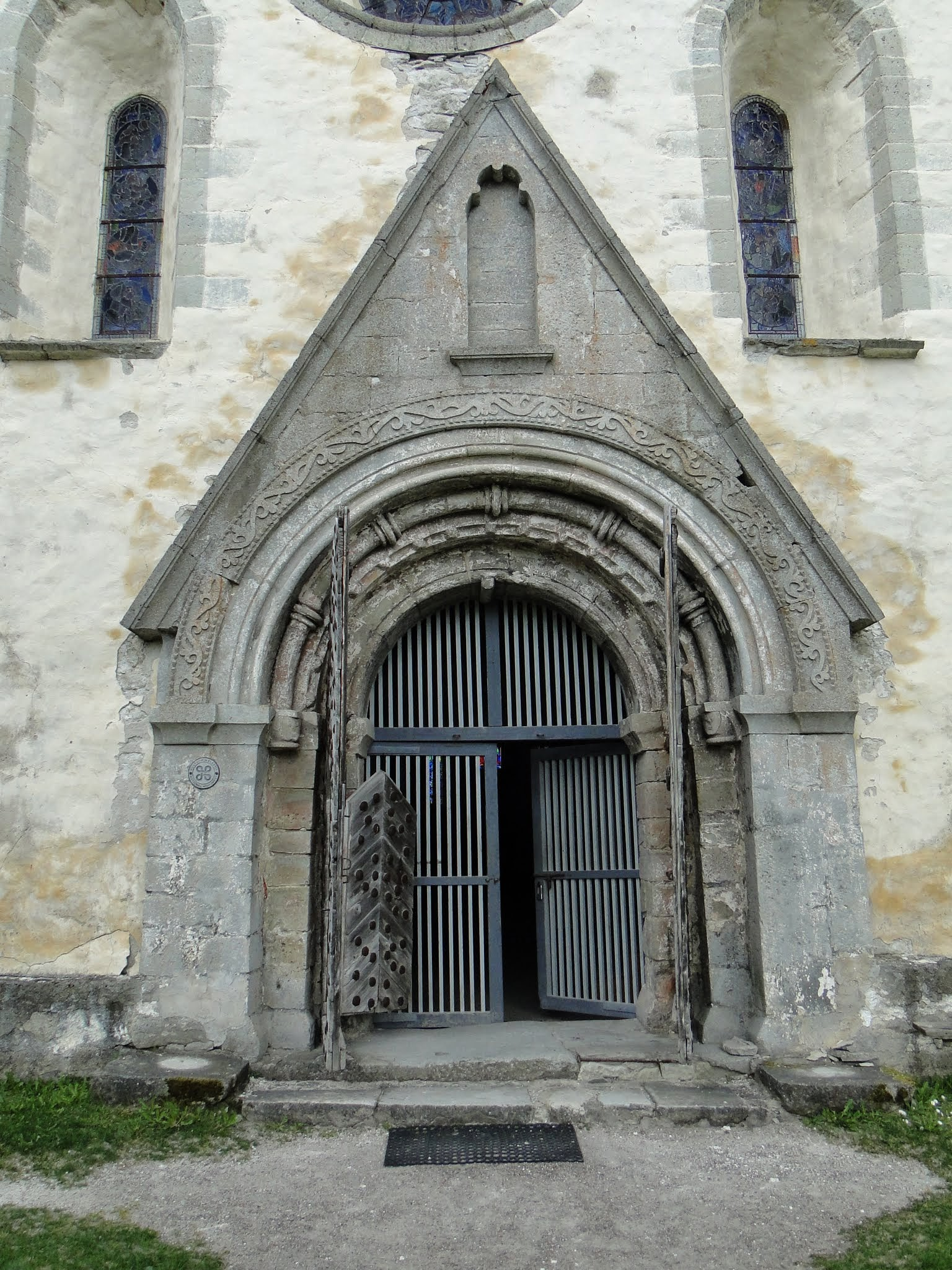
Västra portalen
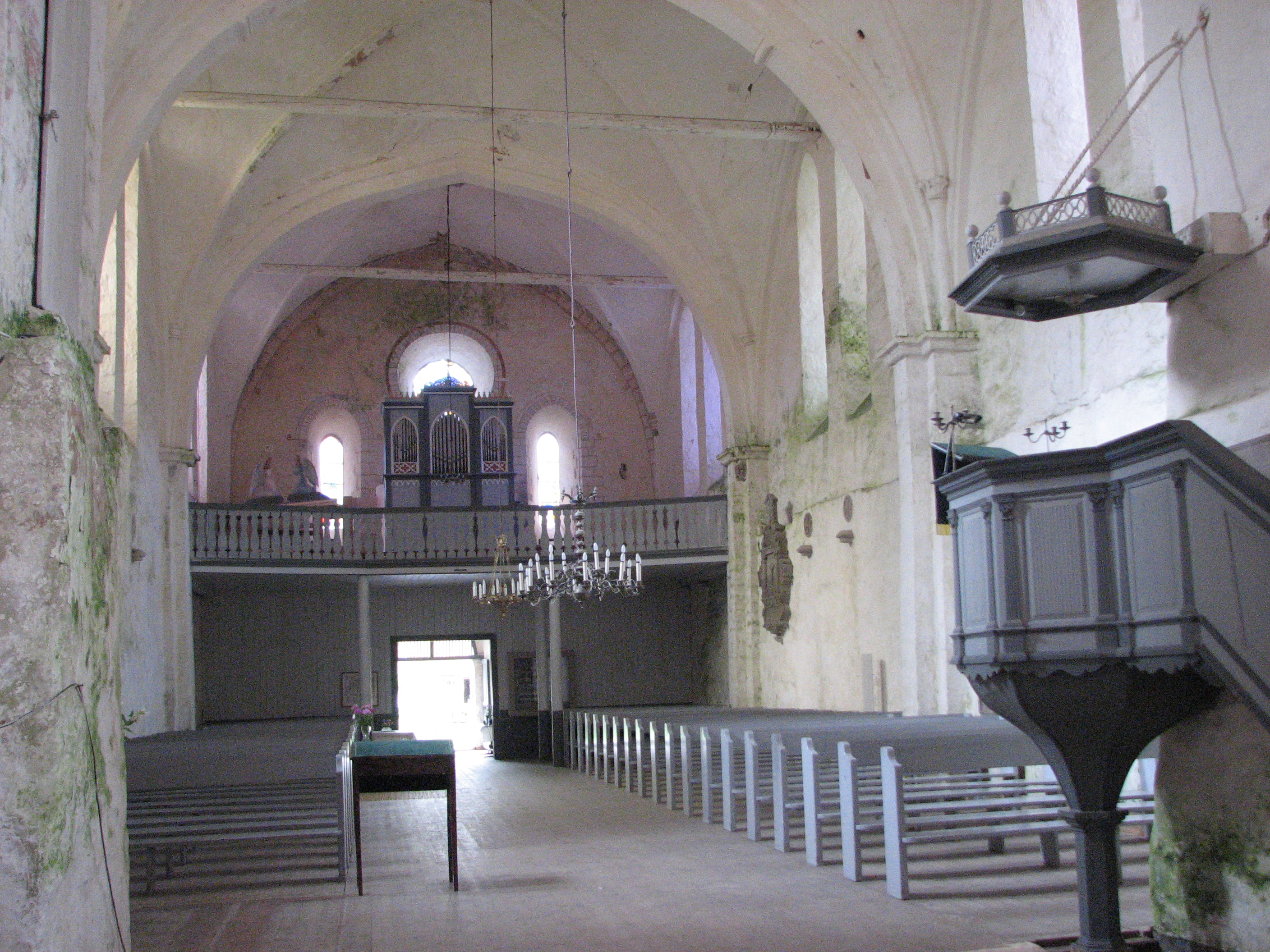
Kyrkorummet åt väster
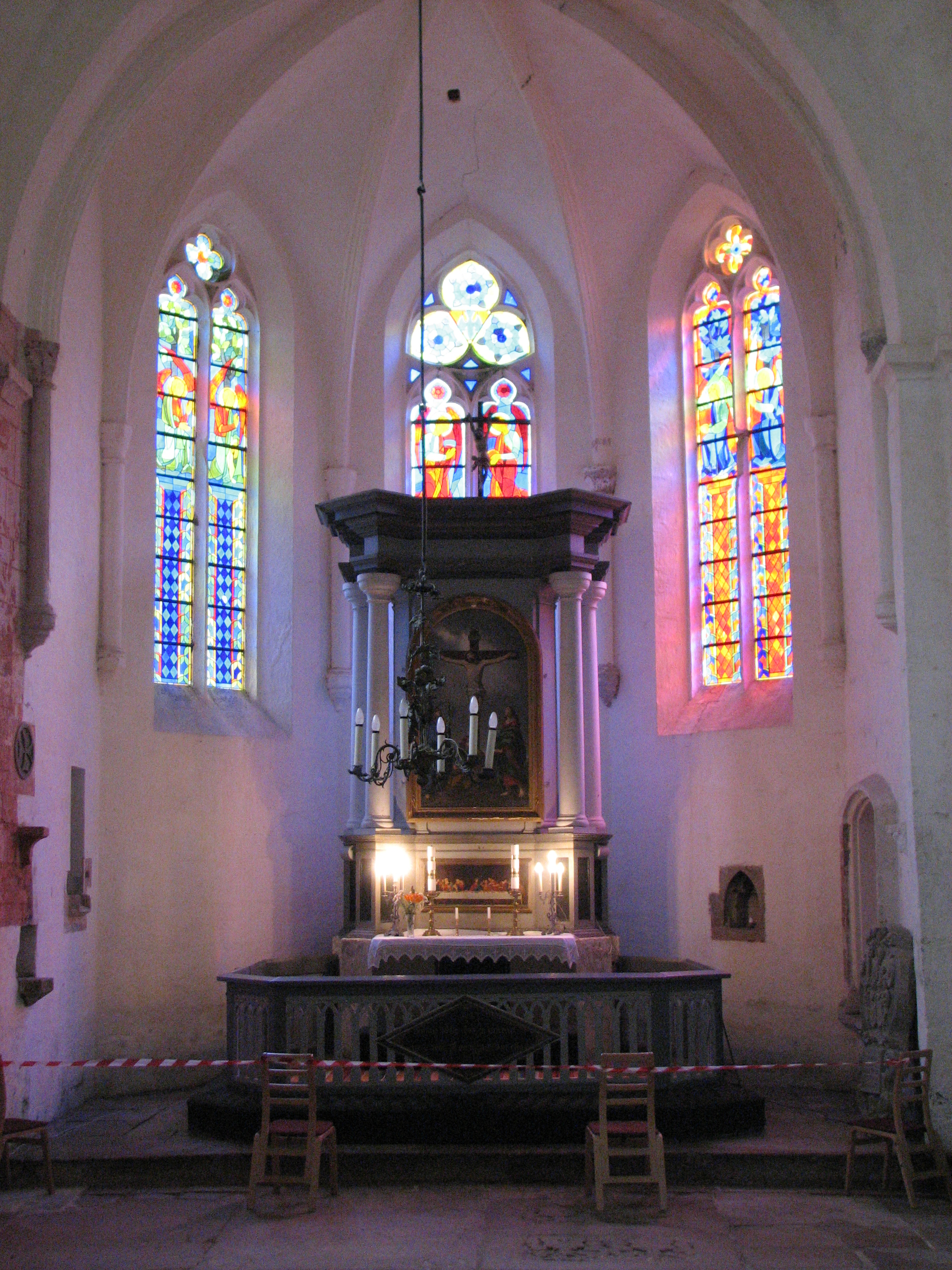
Koret med altare och korfönster.
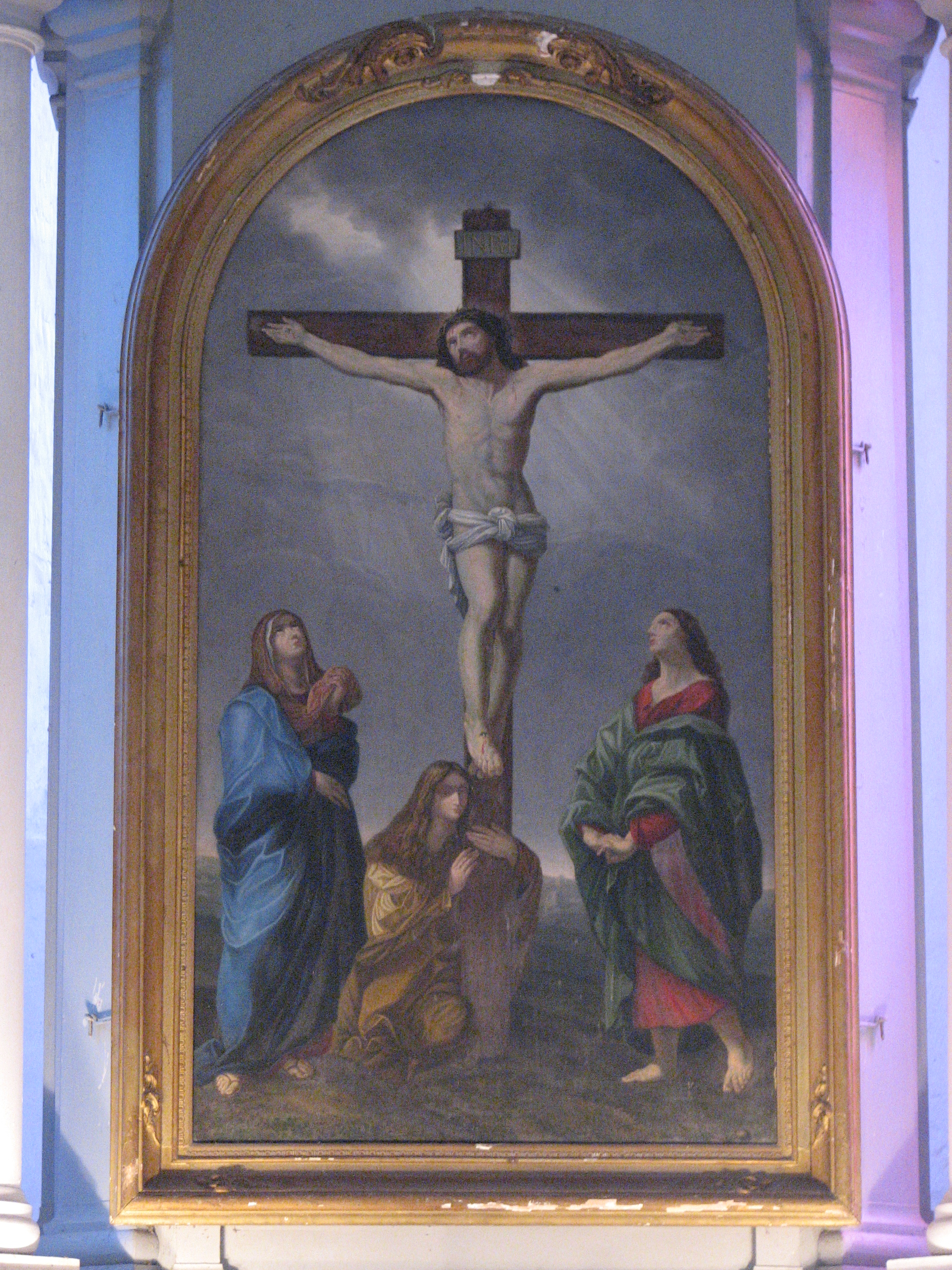
Altartavla.
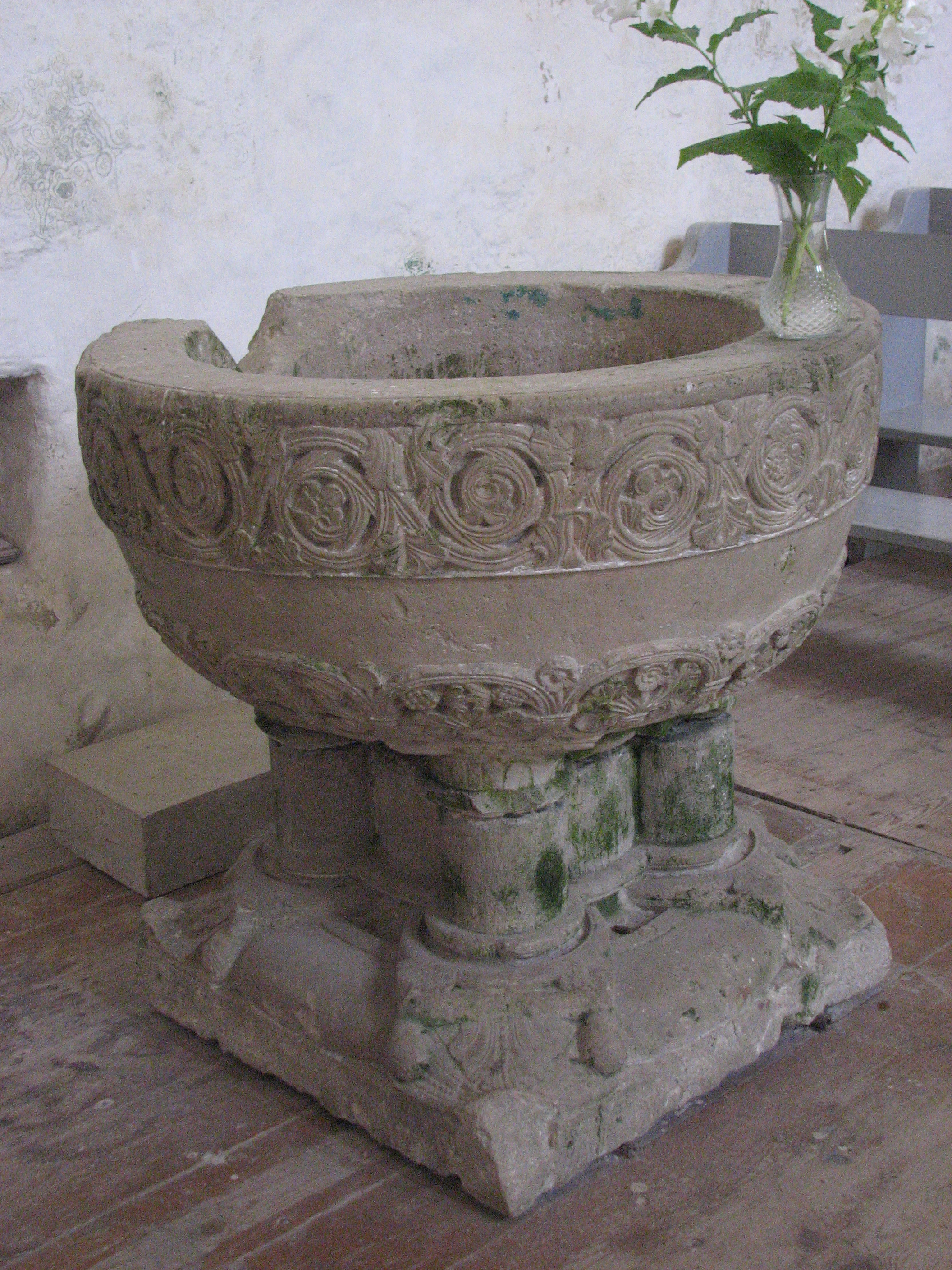
Dopfunt.